# Nintendo Switch 2
Nintendo Switch 2 este o consolă de jocuri video dezvoltată de Nintendo. Este succesorul Nintendo Switch și a fost dezvăluit pe 16 ianuarie 2025, cu o lansare programată în 2025. Această consola s-a dezvăluit printr-un video Gamepaduri-le consolei se vor atașa cu magneți, și se va lansa cu un nou joc Mario Kart